# Instituto Max Planck de Inmunobiología y Epigenética
El Instituto Max Planck de Inmunobiología y Epigenética ( en alemán : Max-Planck-Institut für Immunbiologie und Epigenetik ) en Friburgo, Alemania, es un instituto de investigación interdisciplinario que lleva a cabo investigaciones básicas en inmunobiología moderna, biología del desarrollo y epigenética . Fue fundado en 1961 como Instituto Max Planck de Inmunobiología y es una de las 86 instituciones de la Sociedad Max Planck. Originalmente denominado Instituto Max Planck de Inmunobiología, en 2010 cambió su nombre por el actual al ampliar sus líneas de investigación al estudio de la epigenética.
Los investigadores del instituto estudian el desarrollo del sistema inmunitario y analizan los genes y moléculas importantes para su funcionamiento. También tratan de establecer qué factores controlan la maduración de las células inmunitarias y cómo influyen los cambios químicos del ADN en la defensa inmunitaria. El biólogo Georges J. F. Köhler, galardonado en 1984 con el Premio Nobel de Fisiología o Medicina, fue director del instituto desde 1984 hasta su muerte en 1995.

## Historia
El instituto se fundó en 1961 y surgió de las actividades de investigación de la empresa farmacéutica Wander AG de Friburgo. En los años setenta, el MPIIE se dedicaba a estudios centrados en las interacciones entre los agentes infecciosos, en particular la endotoxina, y el sistema inmunitario humano. En la década siguiente, el ámbito de investigación se amplió a los mecanismos celulares y moleculares de las células B y T. A partir de los años 90, el instituto se centró cada vez más en la impronta genética y la epigenética. Posteriormente, los campos de investigación se ampliaron para incluir los mecanismos moleculares de la diferenciación de las células linfoides y la regulación de los genes a través de señales extracelulares. En 2007, el Instituto Max Planck de Inmunobiología incluyó la epigenética como nuevo departamento de investigación, por lo que el instituto pasó a denominarse formalmente Instituto Max Planck de Inmunobiología y Epigenética en 2010.

## Organización
El Instituto Max Planck de Inmunobiología y Epigenética está organizado en cuatro departamentos (actualmente, Regulación de la Cromatina, Epigenética, Inmunología del Desarrollo y Física Biológica). Además de los cuatro departamentos, en el MPI-IE trabajan actualmente diez grupos de investigación, así como un grupo de investigación emérito. Pueden estar asociados a un departamento o ser independientes de él. Todos los grupos se consideran equivalentes. El instituto también incluyó un Departamento Universitario Adjunto de Inmunología Molecular dirigido por Michael Reth de 2002 a 2017, el Laboratorio Spemann de 1990 a 2021, cuyo objetivo era promover la independencia temprana de científicos noveles.

### Regulación de la cromatina
El Departamento de Regulación Cromatínica, bajo la dirección de Asifa Akhtar, tiene como objetivo estudiar los mecanismos cromatínicos y epigenéticos dentro de la regulación génica. el departamento investiga además si la organización cromosómica y la arquitectura nuclear desempeñan un papel en la actividad de transcripción y cómo influye esto en la regulación cromosómica X. Todo ello se lleva a cabo mediante una aplicación holística de las compensaciones de dosis a través de metodologías bioquímicas, genéticas, genómicas y bioinformáticas.  

### Inmunología del desarrollo
Bajo el liderazgo de Thomas Boehm, el Departamento de Inmunología del Desarrollo se esfuerza por comprender la biología y la evolución de los órganos linfoides y el sistema inmunológico adaptativo, el sistema inmunológico intestinal y la inmunidad adaptativa e innata. El departamento consta de dos grupos de investigación independientes. 

### Epigenética
Dirigido por Thomas Jenuwein, el departamento se centra en los mecanismos epigenéticos básicos en el desarrollo normal y en enfermedades complejas como la diabetes y la obesidad. El departamento consta de dos grupos de investigación independientes. 

### Física biológica
El Departamento de Física biológica, dirigido por Ibrahim Cissé, utiliza imágenes de molécula única y superresolución de células vivas para estudiar interacciones biomoleculares en células de mamíferos. 

## Gestión
El Consejo de Dirección del MPI está compuesto por miembros científicos elegidos de la Sociedad Max Planck. Éstos desempeñan una doble función como codirectores del instituto y jefes de departamento. La dirección rota cada tres años entre estos codirectores. En la actualidad, el Consejo de Dirección (Kollegium) está compuesto por los siguientes miembros: 
Director general:
- Thomas Jenuwein

Miembros científicos :
- Asifa Akhtar
- Thomas Böhm
- Ibrahim Cissé

Miembro científico adjunto:
- Michael Sela
- Bárbara B. Knowles
- Michael Reth
- Alain Fischer

## Cargo de director
Los siguientes fueron los directores del instituto: 
- 1961-1982 Otto Westphal
- 1964-1981Herbert Fischer
- 1965-1988 Otto Lüderitz
- 1981-2004 Klaus Eichmann
- 1984–1995 Georges JF Köhler
- 1991–2006 Davor Solter
- 1992–2013 Rolf Kemler
- 2004-2020 Rudolf Grosschedl
- 2015–2020 Erika L. Pearce
- 2021-- Ibrahim Cissé [10]

## Programa de Graduados
La Escuela Internacional de Investigación Max Planck para Inmunobiología, Epigenética y Metabolismo (IMPRS-IEM) es un programa de doctorado que abarca habilidades experimentales prácticas en biología molecular y celular, así como conocimientos teóricos y análisis en profundidad de la literatura científica. IMPRS-IEM es el programa sucesor de la Escuela Internacional Max Planck de Investigación en Biología Molecular y Celular (IMPRS-MCB), creada en 2006 por iniciativa de científicos de la Universidad Albert Ludwigs de Friburgo y el Instituto Max Planck de Inmunobiología, y se imparte en colaboración con la Universidad de Friburgo.